# SM UC-25
SM UC-25 – niemiecki podwodny stawiacz min z okresu I wojny światowej, jedna z 64 zbudowanych jednostek typu UC II. Zwodowany 10 czerwca 1916 roku w stoczni Vulcan w Hamburgu, został przyjęty do służby w Kaiserliche Marine 28 czerwca 1916 roku. Początkowo został włączony w skład Flotylli Bałtyckiej. Przebazowany w 1917 roku na Morze Śródziemne został nominalnie wcielony w skład Kaiserliche und Königliche Kriegsmarine pod nazwą U-89, pływając w składzie Flotylli Pola. W czasie służby operacyjnej okręt odbył 13 misji bojowych, w wyniku których zatonęło 18 statków o łącznej pojemności 17 127 BRT i trzy okręty o łącznej wyporności 2201 ton, a pięć statków (o łącznej pojemności 28 370 BRT) i dwa okręty (o łącznej wyporności 6500 ton) zostały uszkodzone. SM UC-25 został samozatopiony 28 października 1918 roku nieopodal Poli.

## Projekt i budowa
Sukcesy pierwszych niemieckich podwodnych stawiaczy min typu UC I, a także niedostatki tej konstrukcji skłoniły dowództwo Cesarskiej Marynarki Wojennej z admirałem von Tirpitzem na czele do działań mających na celu budowę nowego, znacznie większego i doskonalszego typu okrętów podwodnych. Opracowany latem 1915 roku projekt okrętu, oznaczonego później jako typ UC II, tworzony był równolegle z projektem przybrzeżnego torpedowego okrętu podwodnego typu UB II. Głównymi zmianami w stosunku do poprzedniej serii były: instalacja wyrzutni torpedowych i działa pokładowego, zwiększenie mocy i niezawodności siłowni oraz wzrost prędkości i zasięgu jednostki, kosztem rezygnacji z możliwości łatwego transportu kolejowego (ze względu na powiększone rozmiary).
SM UC-25 zamówiony został 29 sierpnia 1915 roku jako dziesiąta jednostka z I serii okrętów typu UC II (numer projektu 41, nadany przez Inspektorat U-Bootów), w ramach wojennego programu rozbudowy floty . Został zbudowany w stoczni Vulcan w Hamburgu jako jeden z 21 okrętów typu UC II zamówionych w tej wytwórni. Stocznia oszacowała czas budowy okrętu na 8 miesięcy. UC-25 otrzymał numer stoczniowy 64 (Werk 64)  . Stępkę okrętu położono w 1915 roku , został zwodowany 10 czerwca 1916 roku. Koszt budowy okrętu wyniósł 1 mln 727 tys. marek.

## Dane taktyczno-techniczne
SM UC-25 był średniej wielkości przybrzeżnym okrętem podwodnym o konstrukcji dwukadłubowej. Długość całkowita wynosiła 49,4 metra, szerokość 5,22 metra i zanurzenie 3,68 metra (wykonany ze stali kadłub sztywny miał 39,3 metra długości i 3,65 metra szerokości) . Wysokość (od stępki do szczytu kiosku) wynosiła 7,46 metra . Wyporność w położeniu nawodnym wynosiła 400 ton, a w zanurzeniu 480 ton. Jednostka miała wysoki, ostry dziób przystosowany do przecinania sieci przeciwpodwodnych; do jej wnętrza prowadziły trzy luki, zlokalizowane przed kioskiem, w kiosku i w części rufowej, prowadzący do maszynowni . Cylindryczny kiosk miał średnicę 1,4 metra i wysokość 1,8 metra, obudowany był opływową osłoną . Okręt napędzany był na powierzchni przez dwa 6-cylindrowe, czterosuwowe silniki Diesla MAN S6V23/34 o łącznej mocy 500 KM, a pod wodą poruszał się dzięki dwóm silnikom elektrycznym SSW o łącznej mocy 460 KM. Dwa wały napędowe obracały dwie śruby wykonane z brązu manganowego (o średnicy 1,9 metra i skoku 0,9 metra) . Okręt osiągał prędkość 11,6 węzła na powierzchni i 6,7 węzła w zanurzeniu. Zasięg wynosił 9250 Mm przy prędkości 7 węzłów w położeniu nawodnym oraz 54 Mm przy prędkości 4 węzłów pod wodą. Zbiorniki mieściły 63 tony paliwa, a energia elektryczna magazynowana była w dwóch bateriach akumulatorów 26 MAS po 62 ogniwa, zlokalizowanych pod przednim i tylnym pomieszczeniem mieszkalnym załogi. Okręt miał siedem zewnętrznych zbiorników balastowych . Dopuszczalna głębokość zanurzenia wynosiła 50 metrów , a czas zanurzenia 40 s.
Głównym uzbrojeniem okrętu było 18 min kotwicznych typu UC/200 w sześciu skośnych szybach minowych o średnicy 100 cm, usytuowanych w podwyższonej części dziobowej jeden za drugim w osi symetrii okrętu, pod kątem do tyłu (sposób stawiania – „pod siebie”). Układ ten powodował, że miny trzeba było stawiać na zaplanowanej przed rejsem głębokości, gdyż na morzu nie było do nich dostępu (co znacznie zmniejszało skuteczność okrętów). Uzbrojenie uzupełniały dwie zewnętrzne wyrzutnie torped kalibru 500 mm (umiejscowione powyżej linii wodnej na dziobie, po obu stronach szybów minowych), jedna wewnętrzna wyrzutnia torped kal. 500 mm na rufie (z łącznym zapasem 7 torped) oraz umieszczone przed kioskiem działo pokładowe kal. 88 mm L/30, z zapasem amunicji wynoszącym 130 naboi . Okręt wyposażony był w dwa peryskopy Zeissa: wachtowy i bojowy oraz radiostację z podnoszonym masztem o wysokości 10 metrów. Wyposażenie uzupełniała kotwica grzybkowa o masie 272 kg .
Załoga okrętu składała się z 3 oficerów oraz 23 podoficerów i marynarzy.

## Służba
SM UC-25 został wcielony do służby w Cesarskiej Marynarce Wojennej 28 czerwca 1916 roku . Tego dnia dowództwo U-Boota objął kpt. mar. (niem. Kapitänleutnant) Johannes Feldkirchner, wcześniej dowodzący U-17 . Początkowo okręt został przydzielony do Flotylli Bałtyckiej, zatapiając podczas tego okresu służby dwie rosyjskie jednostki: niewielki statek hydrograficzny „Jug” o pojemności 75 BRT, który zatonął na minie 19 października 1916 roku nieopodal latarni Fästorna (Wyspy Alandzkie)  i trałowiec „Szczit” (248 t), który także zatonął na minie postawionej między wyspami Hiuma i Sarema 6 grudnia tego roku .
Z dniem 1 lutego, rozkazem szefa sztabu admiralicji niemieckiej z 12 stycznia tego roku, U-Booty należące do czterech flotylli Hochseeflotte, Flotylli Flandria i Flotylli Pola rozpoczęły nieograniczoną wojnę podwodną. Wiosną 1917 roku okręt otrzymał rozkaz udania się na Morze Śródziemne i w dniach 21 marca – 15 kwietnia odbył rejs Helgoland – Cattaro. Po przebyciu Cieśniny Gibraltarskiej UC-25 zatopił 6 kwietnia nieopodal Almeríi ogniem artylerii francuski szkuner „Cybele” (148 BRT), a następnego dnia ten sam los spotkał amerykański szkuner „Edwin R. Hunt” o pojemności 1332 BRT (na wysokości Oranu)  . 8 kwietnia na wschód od Oranu okręt postawił zagrodę minową, na której 28 kwietnia ze stratą 6 członków załogi zatonęła francuska łódź rybacka „Juliette” (50 BRT) .
UC-25 dotarł do Cattaro 15 kwietnia, gdzie włączono go w skład Flotylli Pola (niem. U-Flottille Pola) . Okręt nominalnie wcielono do K.u.K. Kriegsmarine pod nazwą U-89, jednak załoga pozostała niemiecka . Pierwszy sukces pod nową banderą miał miejsce 15 maja, kiedy to na północ od Brindisi UC-25 storpedował brytyjski krążownik lekki HMS „Dartmouth” (5250 ts), który odniósł ciężkie uszkodzenia i stracił pięciu marynarzy. Tego dnia na postawionej przez okręt minie zatonął też spieszący na pomoc storpedowanemu krążownikowi francuski niszczyciel „Boutefeu” (703 t) . W dniach 24 maja – 1 czerwca ofiarami okrętu stało się sześć włoskich żaglowców, zatrzymanych i zatopionych ogniem artyleryjskim . Były to: barkentyna „Domenico Barone” (171 BRT), która zatonęła 24 maja na pozycji 36°53′N 15°12′E/36,883333 15,200000 ; „Nuovo S. Giovanni” (31 BRT) i „San Domenico” (27 BRT), zatopione 28 maja odpowiednio na pozycji 34°28′N 11°15′E/34,466667 11,250000  ; „Ninotto” (208 BRT), który zatonął 31 maja na pozycji 36°35′N 11°06′E/36,583333 11,100000  oraz barkentyny „Domenico Miscuraca” (194 BRT) i „Vittoria” (248 BRT), zatopione 1 czerwca odpowiednio na pozycjach 37°38′N 12°07′E/37,633333 12,116667 i 37°05′N 12°07′E/37,083333 12,116667  . 6 czerwca na postawione przez UC-25 pole minowe wszedł zbudowany w 1911 roku brytyjski zbiornikowiec „Mitra” o pojemności 5592 BRT, płynący z ładunkiem oleju opałowego z Hurghady do Genui, doznając uszkodzeń 4 Mm od Przylądka Passero (Sycylia) .
Kolejne sukcesy odniosła załoga okrętu 4 lipca, kiedy to w okolicy Malty na miny weszły dwa brytyjskie slupy: HMS „Aster” (1250 ts), który zatonął ze stratą 10 członków załogi oraz HMS „Azalea” (także 1250 ts), który został uszkodzony  . Następnego dnia na minę wszedł nowoczesny brytyjski zbiornikowiec „Eburna” (4735 BRT), przewożący benzynę i parafinę na trasie Abadan – Katania, doznając uszkodzeń nieopodal Syrakuz .
18 lipca 1917 roku nowym dowódcą UC-25 został por. mar. (niem. Oberleutnant zur See) Walter Lippold . Pierwszym jego sukcesem było wejście na minę 17 października zbudowanego w 1897 roku brytyjskiego statku szpitalnego HMHS „Goorkha” o wyporności 6335 BRT, który został uszkodzony nieopodal Malty bez strat w personelu i rannych . W dniu następnym nieopodal Syrakuz na minę wszedł i zatonął pochodzący z 1871 roku włoski parowiec „Anna Scotto” (594 BRT) . 20 października na wodach między Sycylią a Maltą okręt zatrzymał i zatopił mały włoski żaglowiec „Virginia Gentile” (164 BRT) . 3 grudnia na pozycji 37°58′N 16°08′E/37,966667 16,133333 na postawioną przez UC-25 na początku lipca zagrodę minową wszedł zbudowany w 1887 roku włoski parowiec „Melo” (1115 BRT), który zatonął ze stratą dwóch członków załogi . Ostatnim odniesionym w 1917 roku sukcesem było storpedowanie 8 grudnia na pozycji 35°31′N 14°33′E/35,516667 14,550000 zbudowanego w 1907 roku brytyjskiego parowca „Chyebassa” (6249 BRT), płynącego z ładunkiem drobnicy na trasie Bombaj – Londyn. Poruszający się w konwoju HE-2 statek został jedynie uszkodzony i o własnych siłach dotarł na Maltę, gdzie został naprawiony .
14 grudnia 1917 roku okręt otrzymał nowego kapitana, którym został por. mar. Freiherr Ernst von Wangenheim . Jego jedynym sukcesem było zatopienie 23 lutego 1918 roku brytyjskiego uzbrojonego trawlera HMT „Marion” (255 BRT), który na pozycji 35°45′N 14°23′E/35,750000 14,383333 wszedł na zagrodę minową postawioną nieopodal Malty w dniu 30 stycznia .
Na początku 1918 roku niemieckie siły podwodne na Morzu Śródziemnym przeszły reorganizację, w wyniku której Flotylla Pola została podzielona na dwie części: I Flotylla w Poli (I. U-Flottille Mittelmeer) i II Flotylla w Cattaro (II. U-Flottille Mittelmeer), a UC-25 znalazł się w składzie tej drugiej . 16 lutego 1918 roku dowództwo okrętu objął por. mar. Karl Dönitz . 18 marca nowy dowódca odniósł swój pierwszy sukces, wchodząc niepostrzeżenie do sycylijskiego portu Augusta i topiąc trzema torpedami włoski węglowiec „Massilia” (5026 BRT) . 4 kwietnia nieopodal Sycylii UC-25 zatrzymał i zatopił ogniem artyleryjskim zbudowaną w 1875 roku włoską barkentynę „Agatina” (201 BRT), płynącą z ładunkiem soli z Trapani do Pireusu . 28 lipca na Morzu Jońskim okręt uszkodził włoski parowiec „Vesuvio” (5459 BRT), płynący na trasie Livorno – Karaczi , a następnego dnia, w odległości 62 Mm na północny wschód od Malty, storpedował bez ostrzeżenia pochodzący z 1904 roku uzbrojony brytyjski parowiec „Rio Pallaresa” (4043 BRT), płynący z Aleksandrii do Hull (na statku zginęło dwóch marynarzy)  . Ostatnim sukcesem UC-25 w wojnie było storpedowanie bez ostrzeżenia kanadyjskiego uzbrojonego parowca „Freshfield” o pojemności 3445 BRT, płynącego pod balastem na trasie Mesyna – Tarent. Zbudowany w 1896 roku statek zatonął 4 Mm na północny wschód od Crotone ze stratą trzech członków załogi  .
W obliczu upadku Monarchii Austro-Węgierskiej, nie mogąc z powodów technicznych wypłynąć w rejs do Niemiec, 28 października 1918 roku UC-25 został samozatopiony przez własną załogę nieopodal Poli, na pozycji 44°52′N 13°50′E/44,866667 13,833333 .

### Podsumowanie działalności bojowej
SM UC-25 wykonał łącznie 13 misji bojowych, podczas których za pomocą min, torped i ładunków wybuchowych zatopił 18 statków o łącznej pojemności 17 127 BRT i trzy okręty o łącznej wyporności 2201 ton, a pięć statków (o łącznej pojemności 28 370 BRT) i dwa okręty (o łącznej wyporności 6500 ton) zostały uszkodzone . Na pokładach zatopionych i uszkodzonych jednostek zginęło co najmniej 37 osób, w tym 10 na brytyjskim slupie HMS „Aster”  . Pełne zestawienie strat przedstawia poniższa tabela :
| Data                 | Nazwa                | Państwo                  | Tonaż       | Los jednostki |
| -------------------- | -------------------- | ------------------------ | ----------- | ------------- |
| 19 października 1916 | „Jug”                | Imperium Rosyjskie       | 75          | zatopiony     |
| 6 grudnia 1916       | „Szczit”             | Rosyjska Imperatorska MW | 248         | zatopiony     |
| 6 kwietnia 1917      | „Cybele”             | Francja                  | 148         | zatopiony     |
| 7 kwietnia 1917      | „Edwin R. Hunt”      | Stany Zjednoczone        | 1132        | zatopiony     |
| 28 kwietnia 1917     | „Juliette”           | Francja                  | 50          | zatopiony     |
| 15 maja 1917         | „Boutefeu”           | Marine nationale         | 703         | zatopiony     |
| 15 maja 1917         | HMS „Dartmouth”      | Royal Navy               | 5250        | uszkodzony    |
| 24 maja 1917         | „Domenico Barone”    | Włochy                   | 171         | zatopiony     |
| 28 maja 1917         | „Nuovo S. Giovanni”  | Włochy                   | 31          | zatopiony     |
| 28 maja 1917         | „San Domenico”       | Włochy                   | 27          | zatopiony     |
| 31 maja 1917         | „Ninotto”            | Włochy                   | 208         | zatopiony     |
| 1 czerwca 1917       | „Domenico Miscuraca” | Włochy                   | 194         | zatopiony     |
| 1 czerwca 1917       | „Vittoria”           | Włochy                   | 248         | zatopiony     |
| 6 czerwca 1917       | „Mitra”              | Wielka Brytania          | 5592        | uszkodzony    |
| 4 lipca 1917         | HMS „Aster”          | Royal Navy               | 1250        | zatopiony     |
| 4 lipca 1917         | HMS „Azalea”         | Royal Navy               | 1250        | uszkodzony    |
| 5 lipca 1917         | „Eburna”             | Wielka Brytania          | 4735        | uszkodzony    |
| 17 października 1917 | HMHS „Goorkha”       | Royal Navy               | 6335        | uszkodzony    |
| 18 października 1917 | „Anna Scotto”        | Włochy                   | 594         | zatopiony     |
| 20 października 1917 | „Virginia Gentile”   | Włochy                   | 164         | zatopiony     |
| 3 grudnia 1917       | „Melo”               | Włochy                   | 1115        | zatopiony     |
| 8 grudnia 1917       | „Chyebassa”          | Wielka Brytania          | 6249        | uszkodzony    |
| 23 lutego 1918       | HMT „Marion”         | Royal Navy               | 255         | zatopiony     |
| 18 marca 1918        | „Massilia”           | Włochy                   | 5026        | zatopiony     |
| 4 kwietnia 1918      | „Agatina”            | Włochy                   | 201         | zatopiony     |
| 28 lipca 1918        | „Vesuvio”            | Włochy                   | 5459        | uszkodzony    |
| 29 lipca 1918        | „Rio Pallaresa”      | Wielka Brytania          | 4043        | zatopiony     |
| 5 sierpnia 1918      | „Freshfield”         | Kanada                   | 3445        | zatopiony     |
| RAZEM                | RAZEM                | zatopione:               | zatopione:  | 21            |
| RAZEM                | RAZEM                | uszkodzone:              | uszkodzone: | 7             |